# Westeuropaliga 2018/2019 (Springreiten)
Die Westeuropaliga des Springreitweltcup 2018/2019 (Longines FEI Jumping World Cup 2018–2019, Western European League) war die 41. Saison der west- und mitteleuropäischen Liga des Springreitweltcups. Der Weltcup gilt im Bereich der Westeuropaliga als wichtigste Turnierserie in der Hallensaison.

## Ablauf der Turnierserie
Die größte Veränderung für den Kalender der Westeuropaliga war der Wegfall des CSI Zürich aus dem jährlichen Turniersportkalender. Im Gegenzug wurden im Januar zwei andere Turniere in die Westeuropaliga aufgenommen: Jumping Amsterdam, das zumeist zeitgleich mit dem CSI Zürich stattfand, erhielt seinen Weltcupstatus im Springreiten nach elf Jahren wieder zurück. Im neunten Jahr seines Bestehens bekam der CSI Basel den Weltcupstatus, so dass die Schweiz auch weiterhin über ein Weltcupturnier verfügte.
Dadurch, dass Göteborg kein normales Weltcupturnier ausrichtete, sondern 2019 Standort des Weltcupfinals ist, blieb die Anzahl der Weltcupturniere der Westeuropaliga unverändert bei 13. Mitte Oktober 2018 erfolgte der Auftakt zur Weltcupliga, die letzte Etappe stand Anfang Februar 2019 auf dem Programm.
Beim Titelsponsor gab es keine Änderung, der Schweizer Uhrenhersteller Longines blieb Namenssponsor der Turnierserie. Alle Turniere der Liga waren als CSI 5*, der höchsten Kategorie im Springreiten, ausgeschrieben. Sie wurden mit dem Zusatz -W (also CSI 5*-W) gekennzeichnet, um sie als Weltcupturniere kenntlich zu machen. Die besten 18 Reiter der Westeuropaliga sowie Zusatzteilnehmer („extra competitors“) qualifizierten sich für das Weltcupfinale 2019.
Am Sonntagnachmittag stand bei den meisten Weltcupturnieren die Weltcup-Wertungsprüfung auf dem Programm. Hiervon wichen drei Turniere ab: In Bordeaux und Madrid wurden die Weltcupspringen bereits am Samstagabend ausgerichtet, in Mechelen findet diese unabhängig vom Wochentag alljährlich am Nachmittag des 30. Dezember statt.
Durchgeführt wurden die Weltcupspringen als Springprüfung mit einmaligem Stechen, die Höhe der Hindernisse betrug bis zu 1,60 Meter bzw. bis zu 1,65 Meter. Es war ein Preisgeld von mindestens 100.000 € je Wertungsprüfung auszuschütten.

## Medien
Die Prüfungen der Westeuropaliga wurden von der FEI kostenpflichtig über ihr Internet-Portal FEI TV übertragen. Im Land der jeweiligen Weltcupprüfungen wurden diese zumeist im Fernsehen live ausgestrahlt, auch die anderen Prüfungen der Westeuropaliga wurden in einzelnen Staaten Europas live oder als Aufzeichnung gezeigt. Der pan-europäische Sportsender Eurosport 1 sendete die Prüfungen in einer 60-minütigen Zusammenfassung, die zumeist am Dienstag oder Mittwoch der auf das Turnier folgenden Woche zu sehen war.

## Die Prüfungen

### Oslo
Auftakt der Westeuropaliga war die Oslo Horse Show. Im Rahmen dieses Reitturniers fand vom 10. bis 14. Oktober 2018 in der Telenor-Arena in Oslo die erste Wertungsprüfung statt.
Zwölf Starterpaaren gelang der Einzug in das Stechen. Erste Reiterin im Parcours des Stechens, der vom Italiener Elio Travagliati erbaut wurde, war Anna-Julia Kontio. Mit der im Sommer von John Whitaker übernommenen Stute Ornellaia glückte der Ritt jedoch nicht wie geplant, mit 12 Strafpunkten kam sie am Ende auf Rang zwölf. Die erste Null-Fehler-Runde im Stechen kam vom zweiten Starter, Michael Cristofoletti (46,70 Sekunden mit Belony). Ebenso früh im Stechen ging Douglas Lindelöw an den Start, mit Zacramento blieb er fehlerfrei und benötigte weniger als 45 Sekunden. Damit setzte er einen Richtwert, den zu schlagen keinem anderen Reiter mehr gelang. Dem letzten Reiter im Stechen, Kevin Staut, gelang mit Silver Deux de Virton noch der Sprung auf Platz zwei, doch auch er war fast eine Sekunde langsamer als Lindelöw. Für Staut war dies die Wiederholung des Vorjahresergebnisses. Auch Edwina Tops-Alexander auf Rang drei wiederholte ihre Vorjahresplatzierung.
|             | Reiter                | Pferd                 | 1. Umlauf | 1. Umlauf   | Stechen  | Stechen | Wertungs- punkte |
| Strafpunkte | Reiter                | Pferd                 | Zeit (s)  | Strafpunkte | Zeit (s) |         | Wertungs- punkte |
| ----------- | --------------------- | --------------------- | --------- | ----------- | -------- | ------- | ---------------- |
| 1           | Douglas Lindelöw      | Zacramento            | 0         | –           | 0        | 44,67   | 20               |
| 2           | Kevin Staut           | Silver Deux de Virton | 0         | –           | 0        | 45,51   | 17               |
| 3           | Edwina Tops-Alexander | California            | 0         | –           | 0        | 45,56   | 15               |

(Plätze eins bis drei von insgesamt 38 Teilnehmern)

### Helsinki
Auch die zweite Etappe des Westeuropaliga führte die Reiter nach Skandinavien: Die Helsingin Jäähalli in Helsinki war Austragungsort für das dortige Weltcupturnier. Die Helsinki International Horse Show fand vom 17. bis 21. Oktober 2018 statt.
Im Stechen des am 21. Oktober ausgerichteten Weltcupspringens waren noch zehn der 38 Teilnehmerpaare startberechtigt. Der Stechparcours war für die Reiter kein große Herausforderung, acht der zehn blieben auch hier ohne Fehler. Somit stand das schnelle Reiten besonders im Fokus. Dabei ging es äußerst eng zu: Zwischen dem Sieg und Platz acht lagen gerade einmal 1,40 Sekunden Unterschied. Der Sieg ging an Gudrun Patteet und den 12-jährigen Wallach Pebbles Z. Für die Belgiern war dies der erste Sieg in einem Springen der Westeuropaliga.
|             | Reiter             | Pferd      | 1. Umlauf | 1. Umlauf   | Stechen  | Stechen | Wertungs- punkte |
| Strafpunkte | Reiter             | Pferd      | Zeit (s)  | Strafpunkte | Zeit (s) |         | Wertungs- punkte |
| ----------- | ------------------ | ---------- | --------- | ----------- | -------- | ------- | ---------------- |
| 1           | Gudrun Patteet     | Pebbles Z  | 0         | –           | 0        | 35,50   | 20               |
| 2           | Hans-Dieter Dreher | Embassy II | 0         | –           | 0        | 39,47   | 17               |
| 3           | Peder Fredricson   | Hansson    | 0         | –           | 0        | 39,51   | 15               |

(Plätze eins bis drei von insgesamt 38 Teilnehmern)

### Verona
Das zweite Jahr in Folge fand Jumping Verona nicht mehr im November, sondern Ende Oktober statt. Das italienische Weltcupturnier der Springreiter wurde vom 25. bis 28. Oktober 2018 im Rahmen der Fieracavalli in Verona durchgeführt.
In das Stechen der Weltcupprüfung am letzten Turniertag zogen gleich 14 Reiter mit ihren Pferden ein. Ludger Beerbaum gelang als dritter Reiter im Stechen mit Casello die erste Null-Fehler-Runde (Zeit: 40,82 Sekunden). Die direkt nach ihm startenden Reiter, Petronella Andersson und Luca Marziani, übernahmen jeweils mit einer noch etwas schnelleren Zeit ohne Fehler die Führung. Weitere Führungswechsel folgten im Laufe des Stechens. Doch der Sieg ging an das letzte Paar: Daniel Deußer kam mit dem 11-jährigen Wallach Calisto Blue als einziger Reiter in unter 37 Sekunden in das Ziel.
|             | Reiter           | Pferd          | 1. Umlauf | 1. Umlauf   | Stechen  | Stechen | Wertungs- punkte |
| Strafpunkte | Reiter           | Pferd          | Zeit (s)  | Strafpunkte | Zeit (s) |         | Wertungs- punkte |
| ----------- | ---------------- | -------------- | --------- | ----------- | -------- | ------- | ---------------- |
| 1           | Daniel Deußer    | Calisto Blue   | 0         | –           | 0        | 36,83   | 20               |
| 2           | Niels Bruynseels | Gancia de Muze | 0         | –           | 0        | 37,03   | 17               |
| 3           | Martin Fuchs     | Clooney        | 0         | –           | 0        | 38,40   | 15               |

(Plätze eins bis drei von insgesamt 40 Teilnehmern)

### Lyon
Am ersten Novemberwochenende, vom 30. Oktober bis zum 4. November 2018, machte die Westeuropaliga an der Rhône Station: Lyons Messegelände Eurexpo war Austragungsort für das Turnier Equitá Lyon. Das Weltcupspringen stand am 4. November ab 14:00 Uhr auf dem Programm.
Im Stechen waren noch 10 Reiter startberechtigt, hiervon vier aus Frankreich. Die erste von sieben Ritten ohne Fehler im Stechen kam vom zweiten Starter, Guillaume Foutrier. Seine eher langsame Zeit von 41,87 Sekunden unterbot Lorenzo De Luca deutlich und setzte sich mit dem belgischen Wallach Ensor de Litrange LXII an die Führungsposition. Diese Führung hielt bis kurz vor Ende des Stechens: Martin Fuchs und Clooney, eine Woche zuvor noch Dritte in Verona, unterboten De Lucas Zeit. Steve Guerdat ging als letzter Reiter in das Stechen. Mit Bianca war er der dritte Reiter, der ohne Fehler weniger als 38 Sekunden für den Parcours benötigte. Er beendete die Prüfung auf Rang drei. Bester Franzose wurde Kevin Staut auf Rang fünf.
|             | Reiter          | Pferd                  | 1. Umlauf | 1. Umlauf   | Stechen  | Stechen | Wertungs- punkte |
| Strafpunkte | Reiter          | Pferd                  | Zeit (s)  | Strafpunkte | Zeit (s) |         | Wertungs- punkte |
| ----------- | --------------- | ---------------------- | --------- | ----------- | -------- | ------- | ---------------- |
| 1           | Martin Fuchs    | Clooney                | 0         | –           | 0        | 37,25   | 20               |
| 2           | Lorenzo De Luca | Ensor de Litrange LXII | 0         | –           | 0        | 37,78   | 17               |
| 3           | Steve Guerdat   | Bianca                 | 0         | –           | 0        | 37,89   | 15               |

(Plätze eins bis drei von insgesamt 40 Teilnehmern)

### Stuttgart
Während die nordamerikanische Weltcupliga zeitgleich in Las Vegas Station machte, richteten die europäischen Reiter ihren Fokus vom 14. bis 18. November 2018 auf die Stuttgart German Masters: Das fünfte Weltcupturnier der Westeuropaliga wurde in der Stuttgarter Hanns-Martin-Schleyer-Halle ausgerichtet.
Von den 40 Teilnehmern, die am Turniersonntag ab 15:00 Uhr im Großen Preis von Stuttgart antraten, glückte zehn mit einem fehlerlosen Ritt der Einzug in das Stechen. Gleich drei Starterpaare verpassten aufgrund eines einzigen Zeitstrafpunkts die Stechteilnahme, darunter Lorenzo De Luca und Ensor de Litrange LXII, die zweitplatzierten von Lyon.
Im Stechen gelang erst Max Kühner als viertem Starter die erste Null-Fehler-Runde. Bei seinem letzten Turnier mit Final (der achtjährige Wallach wechselte in Folge mit Zwischenstation über den Stall von Jan Tops zu Cian O’Connor) ließ Kühner sich bewusst Zeit und benötigte für den Stechparcours mehr als zehn Sekunden mehr als der zuvor gestartete Maurice Tebbel. Tebbel beendete die Prüfung am Ende auf Rang vier, denn nur zwei weiteren Reitern gelang es noch, den Parcours von Christa Jung strafpunktfrei zu überwinden. Christian Ahlmann als vorletzter Starter war mit dem Dunkelfuchs Tokyo nochmals langsamer als Kühner. Pieter Devos gelang es als Schlussreiter als einzigem, in einer Zeit von unter 50 Sekunden fehlerfrei zu bleiben und sicherte sich damit den Sieg.
|             | Reiter            | Pferd | 1. Umlauf | 1. Umlauf   | Stechen  | Stechen | Wertungs- punkte |
| Strafpunkte | Reiter            | Pferd | Zeit (s)  | Strafpunkte | Zeit (s) |         | Wertungs- punkte |
| ----------- | ----------------- | ----- | --------- | ----------- | -------- | ------- | ---------------- |
| 1           | Pieter Devos      | Apart | 0         | –           | 0        | 49,05   | 20               |
| 2           | Max Kühner        | Final | 0         | –           | 0        | 56,62   | 17               |
| 3           | Christian Ahlmann | Tokyo | 0         | –           | 0        | 57,68   | 15               |

(Plätze eins bis drei von insgesamt 40 Teilnehmern)

### Madrid
Am Wochenende nach Stuttgart fand die Westeuropaliga ihre Fortsetzung in der spanischen Hauptstadt: Die Madrid Horse Week wurde vom 23. bis 25. November 2018 durchgeführt. Austragungsort des Turniers war die Feria de Madrid.
Das Weltcupspringen fand nicht mehr wie im Vorjahr am Samstagabend statt, sondern begann am Sonntag um 13:00 Uhr. Nachdem im Vorjahr 18 Teilnehmer in Madrid für das Stechen qualifiziert waren, war es 2018 genau das angestrebte Viertel der Teilnehmer (10 von 40). Der Ritt der 25-jährigen Schwedin Irma Karlsson bildete den Auftakt zum Stechen. Mit einer schnellen Zeit von 48,28 Sekunden und ohne Fehler gelang es ihr, Druck auf die nachfolgenden Reiter aufzubauen. Während sowohl Wilm Vermeir als auch Eric van der Vleuten jeweils acht Strafpunkte bekamen, konnte Daniel Deußer die Leistung von Karlsson toppen. In weniger als 47 Sekunden kam er mit dem 10-jährigen Tobago Z in das Ziel. Dies sollte bis zum Ende der Prüfung für Rang eins ausreichen. Steve Guerdat gelang erneut der Sprung auf einen vorderen Rang, als vorletzter Starter gelang ihm mit Ulysse des Forets der Sprung auf den zweiten Rang.
|             | Reiter        | Pferd               | 1. Umlauf | 1. Umlauf   | Stechen  | Stechen | Wertungs- punkte |
| Strafpunkte | Reiter        | Pferd               | Zeit (s)  | Strafpunkte | Zeit (s) |         | Wertungs- punkte |
| ----------- | ------------- | ------------------- | --------- | ----------- | -------- | ------- | ---------------- |
| 1           | Daniel Deußer | Tobago Z            | 0         | –           | 0        | 46,73   | 20               |
| 2           | Steve Guerdat | Ulysse des Forets   | 0         | –           | 0        | 47,12   | 17               |
| 3           | Irma Karlsson | Ida van de Bisschop | 0         | –           | 0        | 48,28   | 15               |

(Plätze eins bis drei von insgesamt 40 Teilnehmern)

### A Coruña
Anfang Dezember, vom 7. bis 9. Dezember 2018, stand mit der galicischen Großstadt A Coruña gleich die zweite spanische Weltcupetappe in Folge auf dem Programm. Ausgetragen wurde das Weltcupturnier in der großen (80 × 40 Meter), von viel Holz geprägten, Reithalle des Centro Hípico Casas Novas.
Erneut fand das hochdotierte Weltcupspringen (330.000 Euro Preisgeld) in zeitlicher Konkurrenz zum drei Mal so hoch dotierten Großen Preis von Genf statt. Auch in A Coruña gelang es dem Parcoursbauer, mit zehn Nullrunden im Normalumlauf genau ein Viertel des Starterfeldes im Stechen zu haben. Erster Starter im Stechen war Christian Kukuk, dem mit Colestus die erste (aber auch die langsamste) von sechs fehlerfreien Ritten gelang. Irma Karlsson war mit Ida van de Bisschop erneut der Sprung in das Stechen gelungen. Doch in A Coruña verließ sie hier das Glück, zwölf Strafpunkte reichten am Ende nur für Rang zehn. Es folgten mehrere Führungswechsel, nach Kukuk waren Olivier Robert und Jos Verlooy in Führung, bis schließlich Edwina Tops-Alexander als siebente Starterin Rang eins übernahm. Mit dem bis zum Sommer 2018 vom französischen Nachwuchsreiter Arthur Le Vot gerittenen Hengst Vinchester kam sie in 42,26 Sekunden in das Ziel. Mit dieser schnellsten Zeit aller Reiter im Stechen blieb Tops-Alexander ungeschlagen und siegte somit in diesem Weltcupspringen.
|             | Reiter                | Pferd        | 1. Umlauf | 1. Umlauf   | Stechen  | Stechen | Wertungs- punkte |
| Strafpunkte | Reiter                | Pferd        | Zeit (s)  | Strafpunkte | Zeit (s) |         | Wertungs- punkte |
| ----------- | --------------------- | ------------ | --------- | ----------- | -------- | ------- | ---------------- |
| 1           | Edwina Tops-Alexander | Vinchester   | 0         | –           | 0        | 42,26   | 20               |
| 2           | Emanuele Gaudiano     | Chalou       | 0         | –           | 0        | 43,01   | 17               |
| 3           | Ludger Beerbaum       | Cool Feeling | 0         | –           | 0        | 43,26   | 15               |

(Plätze eins bis drei von insgesamt 38 Teilnehmern)

### London
An den Tagen vor Weihnachten stand im Rahmen der Westeuropaliga das Weltcupturnier von London an. Die Olympia London International Horse Show wurde vom 17. bis 23. Dezember 2018 ausgetragen. Anders als in den meisten Jahren endete das Turnier in der Olympia Grand Hall damit nicht am Montag vor Weihnachten, sondern bereits am Sonntag. Damit verschob sich auch das Weltcupspringen einen Tag nach vorne und fand am Nachmittag des Samstags (22. Dezember) statt.
Nachdem es 2017 ein extrem kleines Starterfeld im Stechen gegeben hatte, war das Stechen des Londoner Weltcupspringens 2018 übergroß: 18 der 37 Teilnehmer gelang der Einzug in das Stechen. Der erste fehlerfreie Ritt im Stechen kam von der fünften Teilnehmerin, Malin Baryard-Johnsson. Über zwei Sekunden schneller war William Whitaker, ohne Fehler in einer Zeit von 37,02 Sekunden setzte er sich im Führung. Knapp langsamer waren die direkt nach ihm folgenden Michael Whitaker mit dem Schimmelhengst Valmy de la Lande (38,14 Sekunden) und Karel Cox (37,21 Sekunden). Die Zeit von William Whitaker zu unterbieten erwies sich als höchst schwierig: Daniel Deußer, Henrik von Eckermann und Marcus Ehning (von dem mit 36,03 Sekunden die schnellste Zeit des Stechens kam) unterlief beim Versuch, diese zu unterbieten, ein Hindernisfehler. Das Siegerpaar von A Coruña, Edwina Tops-Alexander und Vinchester, reihte sich fehlerfrei hinter Michael Whitaker ein. Als letzte Starterin griff Laura Kraut die Zeit des Führenden an, mit ihrer Schimmelstute Zeremonie war sie schnell, es reichte dennoch nur für Rang drei.
Der Sieg ging damit William Whitaker und Utamaro d'Ecaussines. Für Whitaker war es die letzte Prüfung mit dem 14-jährigen Hengst. Er verließ zum Jahreswechsel den Stall von Utamaro d'Ecaussines Besitzer Ludwig Criel und nahm eine neue Tätigkeit in Florida auf.
|             | Reiter           | Pferd                | 1. Umlauf | 1. Umlauf   | Stechen  | Stechen | Wertungs- punkte |
| Strafpunkte | Reiter           | Pferd                | Zeit (s)  | Strafpunkte | Zeit (s) |         | Wertungs- punkte |
| ----------- | ---------------- | -------------------- | --------- | ----------- | -------- | ------- | ---------------- |
| 1           | William Whitaker | Utamaro d'Ecaussines | 0         | –           | 0        | 37,02   | 20               |
| 2           | Karel Cox        | Evert                | 0         | –           | 0        | 37,21   | 17               |
| 3           | Laura Kraut      | Zeremonie            | 0         | –           | 0        | 37,70   | 15               |

(Plätze eins bis drei von insgesamt 37 Teilnehmern)

### Mechelen
Zum Jahresabschluss 2018 stand noch ein weiteres Weltcupturnier an: Wie jedes Jahr fand vom 26. bis 30. Dezember das Hallenreitturnier Jumping Mechelen - Vlaanderens Kerstjumping in Mechelen statt. Austragungsort war die Nekkerhal in Osten der belgischen Stadt.
Mit nur vier Reitern, die den Einzug in das Stechen gelungen war, zeichnete sich eine schnelle Entscheidung im Weltcupspringen von Mechelen ab. Parcoursbauer war der Belgier Eddy Geysemans. Kevin Staut gelang es mit dem Holsteiner Wallach Cannary, den er erst zu Beginn der Weltcupsaison übernommen hatte, gut vorzulegen. Er kam ohne Fehler in unter 41 Sekunden in das Ziel. Harrie Smolders war mit seinem routinierten Hengst Don Z etwas langsamer. Ludger Beerbaum unterlief mit Casello ein Vorbeiläufer an einem Hindernis, die aus dem Neuanreiten resultierenden Zeitrafpunkte erhöhten sein Ergebnis auf 14 Strafpunkte. Für Christian Ahlmann als letztem Reiter lief es im Stechparcours deutlich besser, er konnte die Zeit von Staut fehlerfrei unterbieten. Damit sicherte er sich den Sieg mit dem im knapp 30 Kilometer von Mechelen gezogenen Schimmelhengst Clintrexo Z.
|             | Reiter            | Pferd       | 1. Umlauf | 1. Umlauf   | Stechen  | Stechen | Wertungs- punkte |
| Strafpunkte | Reiter            | Pferd       | Zeit (s)  | Strafpunkte | Zeit (s) |         | Wertungs- punkte |
| ----------- | ----------------- | ----------- | --------- | ----------- | -------- | ------- | ---------------- |
| 1           | Christian Ahlmann | Clintrexo Z | 0         | –           | 0        | 39,87   | 20               |
| 2           | Kevin Staut       | Cannary     | 0         | –           | 0        | 40,98   | 17               |
| 3           | Harrie Smolders   | Don Z       | 0         | –           | 0        | 41,42   | 15               |

(Plätze eins bis drei von insgesamt 39 Teilnehmern)

### Basel
Als neues Schweizer Weltcupturnier der Springreiter wurde der CSI Basel in die Westeuropaliga aufgenommen. Das Turnier findet jeweils Anfang Januar statt (2019 vom 10. bis 13. Januar) und damit gut einen halben Monat früher als die bisherige, nicht mehr ausgerichtete Weltcupetappe in Zürich.
Das Weltcupspringen stand am 13. Januar ab 14:15 Uhr auf dem Programm, Parcoursbauer war Frank Rothenberger. Die knapp bemessene erlaubte Zeit von 68 Sekunden im Normalumlauf sorgte dafür, dass viele Reiter Zeitstrafpunkte erhielten (alleine vier mit nur einem Zeitstrafpunkt) und das Stechen klein blieb. Nur drei Reitern glückte mit ihren Pferden ein fehlerfreier Ritt.
Marc Houtzager musste in diesem Drei-Reiter-Stechen vorlegen, mit seinem 12-jährigen Wallach Calimero blieb er in unter 39 Sekunden fehlerfrei. Pieter Devos versuchte mit seinem Fuchswallach Apart, den Kurs schneller zu bewältigen. Dies gelang, es Hindernisfehler verhinderte jedoch den Führungswechsel. Als letztes Paar gingen die Vorjahressieger, Martin Fuchs und Clooney, an den Start. Sie kamen ohne Fehler in das Ziel, eine über eine Sekunde schnellere Zeit als jene von Houtzager brachte ihnen den erneuten Sieg in dieser Prüfung ein.
|             | Reiter         | Pferd    | 1. Umlauf | 1. Umlauf   | Stechen  | Stechen | Wertungs- punkte |
| Strafpunkte | Reiter         | Pferd    | Zeit (s)  | Strafpunkte | Zeit (s) |         | Wertungs- punkte |
| ----------- | -------------- | -------- | --------- | ----------- | -------- | ------- | ---------------- |
| 1           | Martin Fuchs   | Clooney  | 0         | –           | 0        | 37,61   | 20               |
| 2           | Marc Houtzager | Calimero | 0         | –           | 0        | 38,84   | 17               |
| 3           | Pieter Devos   | Apart    | 0         | –           | 4        | 36,98   | 15               |

(Plätze eins bis drei von insgesamt 40 Teilnehmern)

### Leipzig
Eine Woche nach Basel, vom 17. bis 20. Januar 2019, wurde die nächste Etappe der Westeuropaliga ausgerichtet. Das zweite Weltcupturnier der Springreiter in Deutschland, die Partner Pferd, fand auf dem Leipziger Messegelände statt. Das Weltcupspringen von Leipzig war der am letzten Turniertag ausgerichtete Große Preis. Im Normalumlauf der mit 160.000 Euro dotierten Prüfung blieben sieben Teilnehmer strafpunktfrei.
Erst dem dritten Reiter gelang im Stechen eine fehlerfreie Runde, François Mathy Jr kam mit dem 11-jährigen Uno de la Roque in 41,49 Sekunden in das Ziel. Daniel Deußer unterschritt als erster Stechteilnehmer die Marke von 40 Sekunden, doch auch sein Ritt blieb nicht ohne Hindernisfehler. Auch Lorenzo de Luca und Marcus Ehning gelang es nicht, die Führung zu übernehmen. Letzter Starter war Christian Ahlmann, der 2019 mit Caribis Z im Großen Preis von Leipzig antrat. Er benötigte für den Kurs über 40 Sekunden, doch er war schneller als Mathy und blieb ebenso ohne Fehler. Damit verteidigte er seinen Vorjahressieg in dieser Prüfung, es war für Ahlmann der vierte Sieg im Großen Preis von Leipzig innerhalb der letzten zehn Jahre.
|             | Reiter            | Pferd           | 1. Umlauf | 1. Umlauf   | Stechen  | Stechen | Wertungs- punkte |
| Strafpunkte | Reiter            | Pferd           | Zeit (s)  | Strafpunkte | Zeit (s) |         | Wertungs- punkte |
| ----------- | ----------------- | --------------- | --------- | ----------- | -------- | ------- | ---------------- |
| 1           | Christian Ahlmann | Caribis Z       | 0         | –           | 0        | 40,70   | 20               |
| 2           | François Mathy Jr | Uno de la Roque | 0         | –           | 0        | 41,49   | 17               |
| 3           | Lorenzo de Luca   | Armitages Boy   | 0         | –           | 0        | 42,19   | 15               |

(Plätze eins bis drei von insgesamt 40 Teilnehmern)

### Amsterdam
Das Ende des Weltcupturniers in Zürich ermöglichte dem Turnier Jumping Amsterdam die Rückkehr in den Springreiterweltcup. Amsterdam hatte seinen Weltcupstatus 2009 an den CSI Zürich verloren, der im Regelfall zeitgleich stattfand. Das Hallenreitturnier von Amsterdam wurde vom 24. bis 27. Januar 2019 durchgeführt. Zum Weltcupspringen traten die Reiter am letzten Turniertag ab 15:15 Uhr an. Auch in Amsterdam kam es zu einer großen Anzahl an Ritten mit Zeitstrafpunkten. Zwölf Reiter beendeten den Parcours ohne Hindernisfehler, doch nur acht von ihnen blieben innerhalb der erlaubten Zeit und zogen damit in das Stechen ein.
Den Auftakt zum Stechen machte der international wenig bekannte Portugiese Rodrigo Giesteira Almeida. Da Luciana Diniz in dieser Hallensaison nicht am Weltcup teilnahm, hatte Giesteira Almeida die Möglichkeit erhalten, mehrere Weltcupetappen zu bestreiten. In Amsterdam blieb er in 35,31 Sekunden ohne Fehler, dies sollte am Ende der Prüfung Rang sechs bedeuten. Im Stechen unterlief nur Malin Baryard-Johnsson ein Hindernisfehler, so dass es zu mehreren Führungswechseln kam. Nach Giesteira Almeida übernahmen Niels Bruynseels, Kevin Staut, Daniel Deußer und Pius Schwizer die Führung. Henrik von Eckermann ging mit seiner schnellen Westfalenstute Mary Lou als letzter Reiter in das Stechen, und auch er konnte die bisherige Bestleistung nochmals unterbieten. Eine Zeit von nur 33,01 Sekunden sicherte ihm den Gewinn dieser Prüfung.
|             | Reiter               | Pferd       | 1. Umlauf | 1. Umlauf   | Stechen  | Stechen | Wertungs- punkte |
| Strafpunkte | Reiter               | Pferd       | Zeit (s)  | Strafpunkte | Zeit (s) |         | Wertungs- punkte |
| ----------- | -------------------- | ----------- | --------- | ----------- | -------- | ------- | ---------------- |
| 1           | Henrik von Eckermann | Mary Lou    | 0         | –           | 0        | 33,01   | 20               |
| 2           | Pius Schwizer        | Cortney Cox | 0         | –           | 0        | 33,34   | 17               |
| 3           | Daniel Deußer        | Tobago Z    | 0         | –           | 0        | 33,54   | 15               |

(Plätze eins bis drei von insgesamt 39 Teilnehmern)

### Bordeaux
Zum Saisonabschluss traten die Reiter im Parc de Expositions in Bordeaux an. Das zweite Weltcupturnier Frankreichs, Jumping International de Bordeaux, fand vom 7. bis 10. Februar 2019 statt.
Die letzte Weltcupetappe wurde am Abend des Turniersamstag (9. Februar) ab 20:30 Uhr ausgerichtet. Die erlaubte Zeit spielte im Weltcupspringen von Bordeaux keine entscheidende Rolle, kein einziger Teilnehmer erhielt im Kurs des von Jean-Francois Morand gestalteten Normalumlaufs Zeitfehler. Ohne Fehler blieben hier sechs Reiter. Den Auftakt zum Stechen dieser sechs machte Celine Schoonbroodt-de Azevedo, der mit ihrer Stute Cheppetta ein Hindernisfehler unterlief. Es sollte der einzige Fehler in diesen Stechen sein. Die erste Null-Fehler-Runde kam von François Mathy Jr, der mit Uno de la Roque in 50,36 Sekunden in das Ziel kam. Während die eher als Außenseiter einzuschätzende Marie Valdar Longem gut drei Sekunden langsamer war, übernahm Gregory Wathelet als vierter Starter die Führung. Als dritter belgischer Reiter in diesem Sechser-Stechen trat er mit dem Hengst Iron Man van de Padenborre an und kam in unter 48 Sekunden in das Ziel.
Eduardo Álvarez Aznar reihte sich mit seinem Erfolgspferd Rokfeller de Pleville hinter Wathelet ein. Daniel Deußer gelang es als Schlussreiter, mit seinem Fuchshengst Tobago Z die Wendungen des Stechparcours noch flüssiger zu bewältigen und kam in 46,37 Sekunden in das Ziel. Damit sicherte sich Deußer, der bereits von Bordeaux Führender der Westeuropaliga war, seinen dritten Sieg in dieser Weltcupsaison.
|             | Reiter                | Pferd                      | 1. Umlauf | 1. Umlauf   | Stechen  | Stechen | Wertungs- punkte |
| Strafpunkte | Reiter                | Pferd                      | Zeit (s)  | Strafpunkte | Zeit (s) |         | Wertungs- punkte |
| ----------- | --------------------- | -------------------------- | --------- | ----------- | -------- | ------- | ---------------- |
| 1           | Daniel Deußer         | Tobago Z                   | 0         | –           | 0        | 46,37   | 20               |
| 2           | Grégory Wathelet      | Iron Man van de Padenborre | 0         | –           | 0        | 47,72   | 17               |
| 3           | Eduardo Álvarez Aznar | Rokfeller de Pleville      | 0         | –           | 0        | 49,16   | 15               |

(Plätze eins bis drei von insgesamt 39 Teilnehmern)

## Gesamtwertung
Anhand der Gesamtwertung wurde nach Abschluss aller Wertungsprüfungen ermittelt, welche 18 Reiter aus den Staaten im Bereich der Westeuropaliga sich für das Finale qualifizierten. Zudem konnten sich weitere Reiter aus anderen Staaten über die Westeuropaliga für das Weltcupfinale qualifizieren, soweit sie im Bereich der Mittel-/ Westeuropaliga wohnhaft sind.
Auch in der nordamerikanischen Weltcupliga konnten die Reiter Punkte sammeln (siehe „weitere“ in der nachfolgenden Tabelle). Wertungspunkte aus anderen Weltcupligen der Welt wurden hingegen nicht in die Westeuropaliga übernommen. Das Reglement findet sich im Hauptartikel zum Springreiter-Weltcup.
Mit drei Siegen und fast 100 Wertungspunkten dominierte Daniel Deußer die Westeuropaliga-Liga-Saison 2018/2019. Christian Ahlmann folgte auf Rang zwei. Ludger Beerbaum kam auf Rang 19. Aufgrund der Zusatzreiter-Regelung (Edwina Tops-Alexander als Reiterin aus einem nicht zur Westeuropaliga zählt nicht für die 18 Startplätze der Liga) gelang ihm knapp die Finalqualifikation. Zwei weitere deutsche Reiter auf den Plätzen 20 und 21 verpassten hingegen knapp die direkte Qualifikation für das Weltcupfinale. Für die Schweiz zogen Steve Guerdat und Martin Fuchs mit jeweils über 60 Wertungspunkten direkt in das Weltcupfinal-Starterfeld ein. Martin Fuchs nahm überhaupt nur am vier Weltcupspringen teil, gewann davon jedoch zwei Prüfungen. Zum vierten Mal in seiner Karriere, davon zum dritten Mal für Österreich, gelang auch Max Kühner die Finalqualifikation.
|    | Reiter                | Oslo | Helsinki | Verona | Lyon | Stutt- gart | Madrid | A Coruña | London | Mechelen | Basel | Leipzig | Amster- dam | Bordeaux | weitere | Wertungs- punkte |
| -- | --------------------- | ---- | -------- | ------ | ---- | ----------- | ------ | -------- | ------ | -------- | ----- | ------- | ----------- | -------- | ------- | ---------------- |
| 1  | Daniel Deußer         | –    | 0        | 20     | 0    | –           | 20     | –        | 6      | 5        | –     | 13      | 15          | 20       | –       | 99               |
| 2  | Christian Ahlmann     | –    | 11       | –      | 0    | 15          | –      | –        | 0      | 20       | 6     | 20      | –           | –        | –       | 72               |
| 3  | Steve Guerdat         | 2    | 12       | 3      | 15   | 9           | 17     | –        | 0      | –        | 7     | –       | –           | 0        | –       | 65               |
| 4  | Pieter Devos          | 6    | –        | 2      | 11   | 20          | 10     | –        | –      | 0        | 15    | –       | 0           | 0        | –       | 64               |
| 5  | Kevin Staut           | 17   | 0        | 5      | 12   | –           | 0      | –        | 0      | 17       | 0     | 0       | 13          | 0        | –       | 64               |
| 6  | Martin Fuchs          | –    | –        | 15     | 20   | –           | –      | –        | –      | –        | 20    | 6       | –           | –        | –       | 61               |
| 7  | Henrik von Eckermann  | –    | 0        | 1      | 4    | 0           | 11     | –        | 5      | 9        | –     | –       | 20          | 9        | –       | 59               |
| 8  | Gudrun Patteet        | 1    | 20       | –      | 0    | –           | 6      | 10       | –      | 0        | 11    | –       | –           | –        | –       | 48               |
| 9  | Irma Karlsson         | 0    | –        | –      | 9    | –           | 15     | 7        | –      | –        | –     | 7       | –           | 10       | –       | 48               |
| 10 | Edwina Tops-Alexander | 15   | –        | 0      | –    | –           | –      | 20       | 12     | –        | 0     | –       | –           | –        | –       | 47               |
| 11 | Lorenzo de Luca       | –    | –        | 0      | 17   | 4           | –      | –        | 0      | 11       | –     | 15      | –           | –        | –       | 47               |
| 12 | François Mathy Jr     | –    | –        | 0      | 17   | 4           | –      | –        | 0      | 11       | –     | 15      | –           | –        | –       | 47               |
| 13 | Niels Bruynseels      | –    | –        | 17     | 1    | –           | 13     | –        | –      | 0        | 0     | –       | 12          | –        | –       | 43               |
| 14 | Max Kühner            | 0    | 0        | 9      | 0    | 17          | –      | 8        | 0      | –        | 8     | 0       | –           | 0        | –       | 42               |
| 15 | Eduardo Álvarez Aznar | –    | –        | 0      | 0    | –           | 0      | 0        | 10     | –        | 12    | 5       | 0           | 15       | –       | 42               |
| 16 | Olivier Robert        | 0    | 9        | –      | 7    | 0           | 4      | 12       | 0      | –        | –     | 9       | –           | 0        | –       | 41               |
| 17 | Olivier Philippaerts  | 9    | 6        | –      | 0    | 10          | –      | 0        | 8      | 8        | –     | 0       | –           | –        | –       | 41               |
| 18 | Peder Fredricson      | –    | 15       | 0      | –    | 7           | 7      | –        | 11     | –        | 0     | –       | –           | –        | –       | 40               |
| 19 | Ludger Beerbaum       | –    | –        | 10     | –    | –           | 0      | 15       | –      | 13       | 0     | 0       | –           | 0        | –       | 38               |
| 20 | Hans-Dieter Dreher    | 11   | 17       | –      | –    | 0           | –      | –        | –      | –        | 4     | 0       | –           | –        | –       | 32               |
| 21 | Marcus Ehning         | –    | –        | 0      | 2    | 2           | 3      | –        | 7      | –        | 0     | 12      | 4           | 0        | –       | 30               |

## Weltcupfinale
Schon zum 15. Mal wurde das Weltcupfinale der Springreiter in Göteborg ausgetragen. Das Finalturnier, bei dem zugleich Weltcupfinale der Dressurreiter, wurde vom 3. bis 7. April 2019 im Scandinavium durchgeführt.